# Niels Hansen (operasångare)
Niels Jakob Hansen, född 23 mars 1880, död 19 september 1969, var en dansk operasångare.
Hansen var elev vid kungliga musikkonservatoriet och för V. Lincke och Jean de Reszke i Paris. Han debuterade 1909 på Det Kongelige Teater, vars förste lyriske hjältetenor han sedan var. Hans repertoar sträckte sig från Faust och Rodolphe i Bohême till Othello och Siegfried. Hansen utmärkte sig genom sin stämmas sällsyntaa skönhet och glans.

## Utmärkelser
- Riddare av Dannebrogorden,  1922[2]
- Dannebrogsmännens hederstecken,  1930[2]

[Redigera Wikidata]